# Exoprosopa retracta
Exoprosopa retracta är en tvåvingeart som beskrevs av Mario Bezzi 1924. Exoprosopa retracta ingår i släktet Exoprosopa och familjen svävflugor.
Artens utbredningsområde är Angola. Inga underarter finns listade i Catalogue of Life.